# 15e étape du Tour de France 2014
Pour un article plus général, voir Tour de France 2014.
La 15e étape du Tour de France 2014 s'est déroulée le dimanche 20 juillet 2014 entre Tallard  et Nîmes.

## Parcours
Cette étape de plaine de 222 km ne comporte aucune ascension répertoriée pour le Grand Prix de la montagne, et un sprint intermédiaire situé à Saint-Rémy-de-Provence (lieu-dit La Galine) au kilomètre 175,5.

## Résultats

### Classement de l'étape
| Classement de la 15e étape | Classement de la 15e étape | Classement de la 15e étape | Classement de la 15e étape   | Classement de la 15e étape |
|                            | Coureur                    | Pays                       | Équipe                       | Temps                      |
| -------------------------- | -------------------------- | -------------------------- | ---------------------------- | -------------------------- |
| 1er                        | Alexander Kristoff         | Norvège                    | Katusha                      | en 4 h 56 min 43 s         |
| 2e                         | Heinrich Haussler          | Australie                  | IAM                          | m.t                        |
| 3e                         | Peter Sagan                | Slovaquie                  | Cannondale                   | m.t                        |
| 4e                         | André Greipel              | Allemagne                  | Lotto-Belisol                | m.t                        |
| 5e                         | Mark Renshaw               | Australie                  | Omega Pharma-Quick Step      | m.t                        |
| 6e                         | Bryan Coquard              | France                     | Europcar                     | m.t                        |
| 7e                         | Ramūnas Navardauskas       | Lituanie                   | Garmin-Sharp                 | m.t                        |
| 8e                         | Romain Feillu              | France                     | Bretagne-Séché Environnement | m.t                        |
| 9e                         | Michael Albasini           | Suisse                     | Orica-GreenEDGE              | m.t                        |
| 10e                        | Jack Bauer                 | Nouvelle-Zélande           | Garmin-Sharp                 | m.t                        |
| modifier                   |                            |                            |                              |                            |

### Points attribués
| Sprint intermédiaire | Sprint intermédiaire | Sprint intermédiaire | Sprint intermédiaire    | Sprint intermédiaire |
| -------------------- | -------------------- | -------------------- | ----------------------- | -------------------- |
|                      | Coureur              | Pays                 | Équipe                  | Point(s)             |
| 1er                  | Martin Elmiger       | Suisse               | IAM                     | 20                   |
| 2e                   | Jack Bauer           | Nouvelle-Zélande     | Garmin-Sharp            | 17                   |
| 3e                   | Bryan Coquard        | France               | Europcar                | 15                   |
| 4e                   | Mark Renshaw         | Australie            | Omega Pharma-Quick Step | 13                   |
| 5e                   | Peter Sagan          | Slovaquie            | Cannondale              | 11                   |
| 6e                   | Sylvain Chavanel     | France               | IAM                     | 10                   |
| 7e                   | Elia Viviani         | Italie               | Cannondale              | 9                    |
| 8e                   | Andriy Grivko        | Ukraine              | Astana                  | 8                    |
| 9e                   | Maciej Bodnar        | Pologne              | Cannondale              | 7                    |
| 10e                  | Amaël Moinard        | France               | BMC Racing              | 6                    |
| 11e                  | Maxim Iglinskiy      | Kazakhstan           | Astana                  | 5                    |
| 12e                  | Michael Schär        | Suisse               | BMC Racing              | 4                    |
| 13e                  | Dmitriy Gruzdev      | Kazakhstan           | Astana                  | 3                    |
| 14e                  | Bartosz Huzarski     | Pologne              | NetApp-Endura           | 2                    |
| 15e                  | Marcus Burghardt     | Allemagne            | BMC Racing              | 1                    |
| modifier             |                      |                      |                         |                      |

| Classement de l'étape | Classement de l'étape | Classement de l'étape | Classement de l'étape        | Classement de l'étape |
| --------------------- | --------------------- | --------------------- | ---------------------------- | --------------------- |
|                       | Coureur               | Pays                  | Équipe                       | Point(s)              |
| 1er                   | Alexander Kristoff    | Norvège               | Katusha                      | 45                    |
| 2e                    | Heinrich Haussler     | Australie             | IAM                          | 35                    |
| 3e                    | Peter Sagan           | Slovaquie             | Cannondale                   | 30                    |
| 4e                    | André Greipel         | Allemagne             | Lotto-Belisol                | 26                    |
| 5e                    | Mark Renshaw          | Australie             | Omega Pharma-Quick Step      | 22                    |
| 6e                    | Bryan Coquard         | France                | Europcar                     | 20                    |
| 7e                    | Ramūnas Navardauskas  | Lituanie              | Garmin-Sharp                 | 18                    |
| 8e                    | Romain Feillu         | France                | Bretagne-Séché Environnement | 16                    |
| 9e                    | Michael Albasini      | Suisse                | Orica-GreenEDGE              | 14                    |
| 10e                   | Jack Bauer            | Nouvelle-Zélande      | Garmin-Sharp                 | 12                    |
| 11e                   | Marcel Kittel         | Allemagne             | Giant-Shimano                | 10                    |
| 12e                   | Bernhard Eisel        | Autriche              | Sky                          | 8                     |
| 13e                   | Samuel Dumoulin       | France                | AG2R La Mondiale             | 6                     |
| 14e                   | José Joaquín Rojas    | Espagne               | Movistar                     | 4                     |
| 15e                   | Niki Terpstra         | Pays-Bas              | Omega Pharma-Quick Step      | 2                     |
| modifier              |                       |                       |                              |                       |

## Classements à l'issue de l'étape

### Classement général
| Classement général | Classement général     | Classement général | Classement général | Classement général  |
|                    | Coureur                | Pays               | Équipe             | Temps               |
| ------------------ | ---------------------- | ------------------ | ------------------ | ------------------- |
| 1er                | Vincenzo Nibali        | Italie             | Astana             | en 66 h 49 min 37 s |
| 2e                 | Alejandro Valverde     | Espagne            | Movistar           | + 4 min 37 s        |
| 3e                 | Romain Bardet          | France             | AG2R La Mondiale   | + 4 min 50 s        |
| 4e                 | Thibaut Pinot          | France             | FDJ.fr             | + 5 min 6 s         |
| 5e                 | Tejay van Garderen     | États-Unis         | BMC Racing         | + 5 min 49 s        |
| 6e                 | Jean-Christophe Péraud | France             | AG2R La Mondiale   | + 6 min 8 s         |
| 7e                 | Bauke Mollema          | Pays-Bas           | Belkin             | + 8 min 33 s        |
| 8e                 | Leopold König          | Tchéquie           | NetApp-Endura      | + 9 min 32 s        |
| 9e                 | Laurens ten Dam        | Pays-Bas           | Belkin             | + 10 min 1 s        |
| 10e                | Pierre Rolland         | France             | Europcar           | + 10 min 48 s       |
| modifier           |                        |                    |                    |                     |

### Classement par points
| Classement par points | Classement par points | Classement par points | Classement par points | Classement par points |
| --------------------- | --------------------- | --------------------- | --------------------- | --------------------- |
|                       | Coureur               | Pays                  | Équipe                | Point(s)              |
| 1er                   | Peter Sagan           | Slovaquie             | Cannondale            | 402 points            |
| 2e                    | Bryan Coquard         | France                | Europcar              | 226 pts               |
| 3e                    | Alexander Kristoff    | Norvège               | Katusha               | 217 pts               |
| modifier              |                       |                       |                       |                       |

### Classement du meilleur grimpeur
| Classement du meilleur grimpeur | Classement du meilleur grimpeur | Classement du meilleur grimpeur | Classement du meilleur grimpeur | Classement du meilleur grimpeur |
| ------------------------------- | ------------------------------- | ------------------------------- | ------------------------------- | ------------------------------- |
|                                 | Coureur                         | Pays                            | Équipe                          | Point(s)                        |
| 1er                             | Joaquim Rodríguez               | Espagne                         | Katusha                         | 88 points                       |
| 2e                              | Rafał Majka                     | Pologne                         | Tinkoff-Saxo                    | 88 pts                          |
| 3e                              | Vincenzo Nibali                 | Italie                          | Astana                          | 86 pts                          |
| modifier                        |                                 |                                 |                                 |                                 |

### Classement du meilleur jeune
| Classement général du meilleur jeune | Classement général du meilleur jeune | Classement général du meilleur jeune | Classement général du meilleur jeune | Classement général du meilleur jeune |
|                                      | Coureur                              | Pays                                 | Équipe                               | Temps                                |
| ------------------------------------ | ------------------------------------ | ------------------------------------ | ------------------------------------ | ------------------------------------ |
| 1er                                  | Romain Bardet                        | France                               | AG2R La Mondiale                     | en 66 h 54 min 27 s                  |
| 2e                                   | Thibaut Pinot                        | France                               | FDJ.fr                               | + 16 s                               |
| 3e                                   | Michał Kwiatkowski                   | Pologne                              | Omega Pharma-Quick Step              | + 14 min 34 s                        |
| modifier                             |                                      |                                      |                                      |                                      |

### Classement par équipes
| Classement par équipes | Classement par équipes | Classement par équipes | Classement par équipes |
|                        | Équipe                 | Pays                   | Temps                  |
| ---------------------- | ---------------------- | ---------------------- | ---------------------- |
| 1re                    | AG2R La Mondiale       | France                 | en 200 h 46 min 47 s   |
| 2e                     | Belkin                 | Pays-Bas               | + 12 min 42 s          |
| 3e                     | Sky                    | Royaume-Uni            | + 38 min 32 s          |
| modifier               |                        |                        |                        |

## Abandon
Aucun abandon.